# Chamizal, Oaxaca
Chamizal är en ort i Mexiko.   Den ligger i kommunen Santa Cruz Itundujia och delstaten Oaxaca, i den sydöstra delen av landet, 300 km sydost om huvudstaden Mexico City. Chamizal ligger 2 516 meter över havet och antalet invånare är 305.
Terrängen runt Chamizal är huvudsakligen mycket bergig. Chamizal ligger uppe på en höjd. Runt Chamizal är det ganska glesbefolkat, med 45 invånare per kvadratkilometer. Närmaste större samhälle är Santa Cruz Itundujia, 14,6 km norr om Chamizal. I omgivningarna runt Chamizal växer huvudsakligen savannskog.